# Aleksander Knavs
Aleksander Knavs (ur. 5 grudnia 1975 w Mariborze) – piłkarz słoweński grający na pozycji środkowego obrońcy.

## Kariera klubowa
Knavs urodził się w Mariborze, ale piłkarską karierę rozpoczynał w stolicy kraju, Lublanie, w tamtejszym klubie Olimpija Lublana. W jej barwach zadebiutował w 1993 roku w lidze słoweńskiej. W 1994 roku wywalczył mistrzostwo Słowenii, a w 1995 roku powtórzył ten sukces. Natomiast w 1996 roku zdobył swój jedyny Puchar Słowenii.
W czerwcu 1997 trener Tirolu Innsbruck, Kurt Jara, zauważył talent Knavsa i słoweński obrońca podpisał kontrakt z tym klubem. W Tirolu Knavs spędził cztery sezony, podczas których rozegrał 113 meczów i strzelił 6 goli. Największymi sukcesami były odniesione w 2000 i 2001 roku mistrzostwa Austrii oraz dotarcie do finału Pucharu Austrii w 2001 roku.
Latem 2001 Knavs przeszedł do 1. FC Kaiserslautern. W Bundeslidze zadebiutował 28 lipca w wygranym 4:0 wyjazdowym meczu z TSV 1860 Monachium. Przez pierwsze dwa sezony nie miał jednak pewnego miejsca w wyjściowej jedenastce i przegrywał rywalizację między innymi z Hanym Ramzym i Tomaszem Kłosem. W 2002 roku zajął 7. miejsce, co było jego najlepszym wynikiem w historii gry w Bundeslidze. Natomiast w 2003 roku dotarł do finału Pucharu Niemiec, jednak nie zagrał w nim. Latem 2004 Knavs przeniósł się do innego pierwszoligowca, VfL Bochum. W jego barwach zadebiutował 7 sierpnia w zremisowanym 2:2 meczu z Herthą BSC. Na koniec sezonu zajął z Bochum 16. miejsce, które równało się ze spadkiem drużyny do drugiej ligi.
W 2005 roku Knavs wrócił do austriackiej ligi. Jego nowym klubem został Red Bull Salzburg. W Red Bull zadebiutował 12 lipca w przegranym 1:3 meczu z Grazer AK i już w debiucie zdobył gola. Na koniec sezonu wywalczył wicemistrzostwo Austrii, a w sezonie 2006/2007 nie rozegrał żadnego spotkania, a Red Bull mistrzem tego kraju, po 10 latach przerwy. W trakcie sezonu 2007/2008 zakończył karierę z powodu kontuzji.
| Sezon   | Klub                 | Kraj     | Rozgrywki  | Mecze | Bramki |
| ------- | -------------------- | -------- | ---------- | ----- | ------ |
| 1993/94 | Olimpija Lublana     | Słowenia | Prva Liga  | 8     | 1      |
| 1994/95 | Olimpija Lublana     | Słowenia | Prva Liga  | 18    | 2      |
| 1995/96 | Olimpija Lublana     | Słowenia | Prva Liga  | 22    | 1      |
| 1996/97 | Olimpija Lublana     | Słowenia | Prva Liga  | 21    | 1      |
| 1997/98 | Tirol Innsbruck      | Austria  | Bundesliga | 32    | 3      |
| 1998/99 | Tirol Innsbruck      | Austria  | Bundesliga | 21    | 1      |
| 1999/00 | Tirol Innsbruck      | Austria  | Bundesliga | 29    | 1      |
| 2000/01 | Tirol Innsbruck      | Austria  | Bundesliga | 31    | 1      |
| 2001/02 | 1. FC Kaiserslautern | Niemcy   | Bundesliga | 23    | 0      |
| 2002/03 | 1. FC Kaiserslautern | Niemcy   | Bundesliga | 16    | 2      |
| 2003/04 | 1. FC Kaiserslautern | Niemcy   | Bundesliga | 25    | 1      |
| 2004/05 | VfL Bochum           | Niemcy   | Bundesliga | 26    | 1      |
| 2005/06 | Red Bull Salzburg    | Austria  | Bundesliga | 28    | 1      |
| 2006/07 | Red Bull Salzburg    | Austria  | Bundesliga | 0     | 0      |
| 2007/08 | Red Bull Salzburg    | Austria  | Bundesliga | 2     | 0      |

## Kariera reprezentacyjna
W reprezentacji Słowenii Knavs zadebiutował 5 lutego 1998 roku w wygranym 3:2 meczu z Islandią, rozegranym podczas turnieju na Cyprze. W tym samym roku zyskał miejsce w podstawowej jedenastce narodowej drużyny i wywalczył z nią awans do Euro 2000. W kwalifikacjach, w zremisowanym 1:1 meczu z Gruzją, strzelił swojego pierwszego gola w reprezentacji. W 2000 roku został powołany przez Srečko Katanca do kadry na mistrzostwa Europy. Zagrał na nich w dwóch meczach grupowych: przegranym 1:2 z Hiszpanią oraz zremisowanym 0:0 z Norwegią. Słowenia zdobywając 2 punkty nie wyszła z grupy.
Knavs grał także w udanych dla Słoweńców kwalifikacjach do mistrzostw świata 2002, a następnie został powołany przez Katanca do kadry na nie. Zagrał tam w przegranym 1:3 meczu z Hiszpanią oraz przegranym 0:1 z RPA. Słowenia przegrała jednak wszystkie mecze i odpadła z turnieju.
W latach 2002–04 Knavs wziął ze Słowenią udział w eliminacjach do Euro 2004, a następnie w kolejnych, tym razem do MŚ 2006 i Euro 2008. Do 2006 roku rozegrał w kadrze narodowej 65 meczów i strzelił 3 gole.